# مستشفى اليمامة التخصصي
مستشفى اليمامة التخصصي (بالإنجليزية: Al Yamama Specialist Hospital)‏ هو أحد المستشفيات الخاصة الفلسطينية العاملة جنوب الضفة الغربية في بلدة الخضر بمحافظة بيت لحم.

## التأسيس
تأسس المستشفى بتاريخ 24 سبتمبر 1997، وكانت انطلاقته على شكل مركز طبي يقدم خدمات الطوارئ والعيادات الخارجية فقط. وبتاريخ 1 أغسطس 1999، اعتمدته وزارة الصحة الفلسطينية كمستشفى تخصصي، حيث ساهم في تطوير الأوضاع الصحية في محافظتي بيت لحم والخليل.

## الخدمات
يقدم المستشفى خدمات الرعاية الصحية لما يقارب 500,000 نسمة من سكان محافظتي بيت لحم والخليل.
يوفر المستشفى العيادات التالية: عيادة الأطفال، وعيادة النسائية والتوليد، وعيادة العيون، وعيادة الباطني، وعيادة القلب، وعيادة الأنف والأذن والحنجرة، وعيادة الجراحة، وعيادة الغدد الصماء وعيادة الطب العام.
إلى جانب العيادات التخصصية، يوفر المستشفى الخدمات التالية: مختبر مجهز بأحدث الأجهزة، قسم التصوير الاشعاعي، وصيدلية.

## الأهداف العامة
يهدف المستشفى إلى المساهمة في رفع المستوى الصحي في فلسطين، وتوفير خدمة تلقي العلاج في شتى المناطق الجغرافية لتخفيف عناء السفر على المرضى، وتقديم خدمات طبية مميزة وسريعة للمواطن الفلسطيني بكفاءة عالية وإيجاد فرص عمل في المجتمع الفلسطيني والحد من الفقر والبطالة.